# Бертон (Небраска)
Бертон (англ. Burton) — селище (англ. village) в США, в окрузі Кі-Пего штату Небраска. Населення — 11 осіб (2020).

## Географія
Бертон розташований за координатами 42°54′43″ пн. ш. 99°35′31″ зх. д. / 42.91194° пн. ш. 99.59194° зх. д. (42.911927, -99.591852).  За даними Бюро перепису населення США в 2010 році селище мало площу 0,27 км², уся площа — суходіл.

## Демографія
Згідно з переписом 2010 року, у селищі мешкало 10 осіб у 4 домогосподарствах у складі 4 родин. Густота населення становила 37 осіб/км².  Було 6 помешкань (22/км²).
Расовий склад населення:
| - 100,0 % — білих |

До двох чи більше рас належало 0,0 %. Частка іспаномовних становила 0,0 % від усіх жителів.
За віковим діапазоном населення розподілялося таким чином: 20,0 % — особи молодші 18 років, 50,0 % — особи у віці 18—64 років, 30,0 % — особи у віці 65 років та старші. Медіана віку мешканця становила 41,0 року. На 100 осіб жіночої статі у селищі припадало 100,0 чоловіків;  на 100 жінок у віці від 18 років та старших — 100,0 чоловіків також старших 18 років.
Середній дохід на одне домашнє господарство  становив 17 625 доларів США (медіана — 16 250), а середній дохід на одну сім'ю — 17 625 доларів (медіана — 16 250). За межею бідності перебувало 44,4 % осіб, у тому числі 0,0 % дітей у віці до 18 років та 57,1 % осіб у віці 65 років та старших.
Цивільне працевлаштоване населення становило 2 особи. Основні галузі зайнятості: мистецтво, розваги та відпочинок — 50,0 %, сільське господарство, лісництво, риболовля — 50,0 %.